# Soledad Gallego-Díaz
Soledad Gallego-Díaz Fajardo (Madrid, 25 de abril de 1951) es una periodista española. Entre el 8 de junio de 2018 y hasta el 15 de junio de 2020 fue la directora del diario El País, siendo la primera mujer en ocupar este puesto desde la fundación del periódico en 1976. Empezó a trabajar en el mismo prácticamente desde el inicio y durante más de tres décadas ha ocupado entre otros los puestos de directora adjunta y corresponsal en diversas partes del mundo como Bruselas, París, Londres, Buenos Aires o Nueva York. Gallego consiguió y publicó en exclusiva el borrador de la Constitución Española de 1978 junto a Federico Abascal y José Luis Martínez. Es una de las decanas del periodismo español y ha recibido diversos premios por su trayectoria profesional, entre ellos el Premio Salvador de Madariaga, el Premio Margarita Rivière al rigor periodístico o el Premio Ortega y Gasset a la Trayectoria Profesional. Mantiene una columna semanal en el diario El País y es columnista del programa Hoy por hoy de la Cadena Ser. Formó parte del consejo editorial del medio digital CTXT.

## Biografía
Nació en Madrid el 25 de abril de 1951. Su madre era una mujer cubana que fue de vacaciones a Madrid en 1936 donde conoció al que fue su marido y padre de la periodista, un jiennense «matemático y comunista», según sus propias palabras. Estudió periodismo en la Escuela Oficial de Madrid y algunos años de Filosofía y Letras en la Universidad Complutense. A los 19 años, durante la dictadura, trabajó para la agencia de información Pyresa, de la que fue despedida por secundar una huelga en la que se protestaba por los últimos fusilamientos del franquismo. Pasó a Cuadernos para el Diálogo, donde permaneció hasta su cierre en 1978.
Llegó a El País inmediatamente después de su fundación en 1976 como colaboradora de política, compaginándolo con Cuadernos hasta que se incorporó de lleno a la sección política. Fue cronista política y parlamentaria hasta finales de 1979 cuando asumió primero la corresponsalía de Bruselas y posteriormente la de Londres y París. En 2008 fue corresponsal en Argentina.
De vuelta a Madrid, ocho años después, fue nombrada primero subdirectora y luego directora adjunta del diario, cargo que ejerció durante cinco años hasta incorporarse a la corresponsalía de Nueva York. A su regreso fue nombrada Defensora del Lector y se especializó en temas europeos. Volvió a ejercer de directora adjunta para reorganizar los productos del periódico en domingo, día en el que publica su columna semanal de análisis político.
Desde septiembre de 2012, ha trabajado como columnista de la Cadena Ser en el programa Hoy por hoy.
También ha sido Defensora del lector y vicepresidenta de la sección española de Reporteros Sin Fronteras. Es miembro del Consejo Asesor de la Fundación del Español Urgente (Fundéu BBVA).
El 6 de junio de 2018, Gallego-Díaz fue propuesta como directora de El País por el Consejo de Administración del diario en sustitución de Antonio Caño, convirtiéndose en la primera mujer en desempeñar esta responsabilidad en el periódico. En una consulta no vinculante realizada el 7 de junio su nombramiento recibió el respaldo del 97,2% de la redacción, más del doble del que recibió su antecesor Antonio Caño, quien obtuvo el apoyo del 43% cuatro años antes. El 8 de junio el Consejo de Administración aprobó su nombramiento. El 15 de junio de 2020, Gallego-Díaz dejó el puesto de dirección de El País que ocupó el periodista Javier Moreno, que ya había estado al frente del periódico entre 2006 y 2014.

## Premios y reconocimientos
- 2004 Premio AMECO "Prensa-Mujer". Mejor labor informativa a favor de la igualdad de género.[13]
- 2007 Premio Francisco Cerecedo de periodismo.
- 2007 Premio Salvador de Madariaga.
- 2009 Premio de Periodismo Cirilo Rodríguez.[14]
- 2011 Premio Rodríguez Santamaría de la Asociación de la Prensa de Madrid.
- 2011 Medalla a la Promoción de los Valores de Igualdad concedida por el Ministerio de Sanidad, Política Social e Igualdad.[15]
- 2015 Premio Mujeres Progresistas, otorgado por la Federación de Mujeres Progresistas.
- 2016 Premio Margarita Rivière al rigor periodístico con visión de género concedido por la Associació de Dones Periodistes de Catalunya.[16]
- 2018 Premio Ortega y Gasset a la Trayectoria Profesional.[17]
- 2018 Premio Ramón Rubial a la comunicación.[18]
- 2020 Premio de Periodismo Ciudad de Málaga a la trayectoria profesional, concedido por la Asociación de la Prensa de Málaga[19]

## Libros
- 1977 – Los siete magníficos. Ediciones Cambio 16. Con José Luis Martínez Rodríguez. ISBN 8485229320.
- 1981 – Del consenso al desencanto. Con Bonifacio de la Cuadra. ISBN 9788485234233.
- 1989 – Crónica secreta de la Constitución. Editorial Tecnos. Con Bonifacio de la Cuadra. ISBN 9788430917952.
- 1997 – La Unión Europea. Editorial Destino. ISBN 9788423329113.